# Saltos ornamentais nos Jogos Pan-Americanos de 2011 - Trampolim de 3 m sincronizado masculino
A competição do trampolim de 3 m sincronizado masculino foi um dos eventos dos saltos ornamentais nos Jogos Pan-Americanos de 2011, em Guadalajara. Foi disputada no Centro Aquático Scotiabank no dia 26 de outubro.
Confirmando o domínio dos mexicanos nas competições de saltos ornamentais no Pan 2011, a dupla Yahel Castillo e Julián Sánchez conquistou a medalha de ouro. A medalha de prata e bronze foram conquistadas respectivamente por Troy Dumais e Kristian Ipsen, dos Estados Unidos, e por René Hernández e Jorge Pupo de Cuba.

## Calendário
Horário local (UTC-6).
| Data          | Horário | Fase   |
| ------------- | ------- | ------ |
| 26 de outubro | 19:30   | Finais |

## Medalhistas
| Ouro   | MEX Yahel Castillo e Julián Sánchez |
| Prata  | USA Troy Dumais e Kristian Ipsen    |
| Bronze | CUB René Hernández e Jorge Pupo     |

## Resultados
| Pos.              | Saltadores                    | País               | Pontos  | Pontos  | Pontos  | Pontos  | Pontos  | Pontos  | Pontos |
| Pos.              | Saltadores                    | País               | Salto 1 | Salto 2 | Salto 3 | Salto 4 | Salto 5 | Salto 6 | Total  |
| ----------------- | ----------------------------- | ------------------ | ------- | ------- | ------- | ------- | ------- | ------- | ------ |
| Medalha de ouro   | Yahel Castillo Julián Sánchez | MEX México         | 53.4    | 51.60   | 87.72   | 85.56   | 90.30   | 88.74   | 457.32 |
| Medalha de prata  | Troy Dumais Kristian Ipsen    | USA Estados Unidos | 50.40   | 54.00   | 80.81   | 65.28   | 87.15   | 74.25   | 411.99 |
| Medalha de bronze | René Hernández Jorge Pupo     | CUB Cuba           | 49.20   | 48.00   | 70.68   | 68.40   | 74.25   | 73.80   | 384.33 |
| 4                 | César Castro Ian Matos        | BRA Brasil         | 48.60   | 43.80   | 67.50   | 72.00   | 73.47   | 72.42   | 377.79 |
| 5                 | Víctor Ortega Sebastián Villa | COL Colômbia       | 49.80   | 48.60   | 62.10   | 69.75   | 69.30   | 75.48   | 375.03 |
| 6                 | Reuben Ross Eric Sehn         | CAN Canadá         | 47.40   | 49.20   | 73.47   | 51.45   | 76.23   | 63.24   | 360.99 |
| 7                 | Emilio Colmenarez Robert Páez | VEN Venezuela      | 46.80   | 36.60   | 59.40   | 68.34   | 68.40   | 66.03   | 345.57 |
| 8                 | Diego Carquín Donato Neglia   | CHI Chile          | 46.20   | 42.60   | 59.40   | 58.14   | 63.90   | 46.80   | 317.04 |